# Marek Šetina
Marek Šetina (* 5. prosince 1959 Brno) je český lékař, specializací kardiochirurg. Od roku 2019 byl náměstkem ředitele pro léčebně – preventivní péči v IKEM, v srpnu 2023 byl v IKEM jmenován nemocničním ombudsmanem. Dříve působil jako kardiochirurg také v Českých Budějovicích, kde byl jedním ze zakladatelů jihočeského kardiocentra a prvním primářem na kardiochirurgii. Dále působil také jako přednosta Kliniky kardiovaskulární chirurgie FN Motol a jako ředitel Komplexního kardiovaskulárního centra VFN Praha.